# Tom Odell
Thomas Peter Odell (født 24. november 1990) er en engelsk singer-songwriter. Han udgav sin debut-EP, Songs from Another Love, i 2012 og vandt i 2013 prisen Critics' Choice Award ved Brit Awards. I perioden 2013-2018 har han udgivet tre studiealbums: Long Way Down fra 2013, Wrong Crowd fra 2016 og Jubilee Road fra 2018. Tom Odells fjerde studiealbum, Monsters, er sat til at blive udgivet ultimo juni 2021.